# Serie 335
La serie 335 es una serie de locomotoras diésel-eléctricas normalmente destinadas a mercancías y trabajos. Se trata de la versión para España de la locomotora Euro 4000, de Vossloh. En Portugal son numeradas en la serie 6000. Esta locomotora es diésel-eléctrica, lo que significa que el motor diésel (un V16 de 2Tiempos) hace mover un generador eléctrico que suministra electricidad a los 6 motores de tracción eléctricos (4000cv), uno por cada eje. Que no se debe confundir con una locomotora dual diésel-eléctrica, la cual puede circular de este modo o con el motor diésel apagado y con un pantógrafo enganchado a la catenaria el cual es el que proporciona electricidad a los motores de tracción, como por ejemplo la locomotora dual s/601.
Es el modelo utilizado por la mayor parte de trenes de mercancías de compañías privadas en la península ibérica. También ha sido utilizada por Renfe Operadora, en régimen de alquiler. De todo el parque de locomotoras diésel ibéricas, es la más moderna y la que dispone de una mayor potencia.

## Historia
La nueva serie Euro 4000 del fabricante ferroviario alemán Vossloh es realizada por su filial española, denominada Vossloh Rail Vehicles. Esta filial se creó cuando Vossloh adquirió a Alstom su factoría valenciana de Albuixech, que originalmente perteneció a MACOSA.
La familia Euro 4000 fue presentada en la feria ferroviaria Innotans en 2006. La primera locomotora fabricada de la familia fue ya de la versión española, la 335.001, destinada a COMSA Rail Transport. Desde entonces son numerosas las locomotoras de la serie que se han fabricado para varias empresas de leasing y operadores ferroviarios.

## Características técnicas
La 335 es una locomotora diésel-eléctrica con dos bogies de 3 ejes.

## Operadores

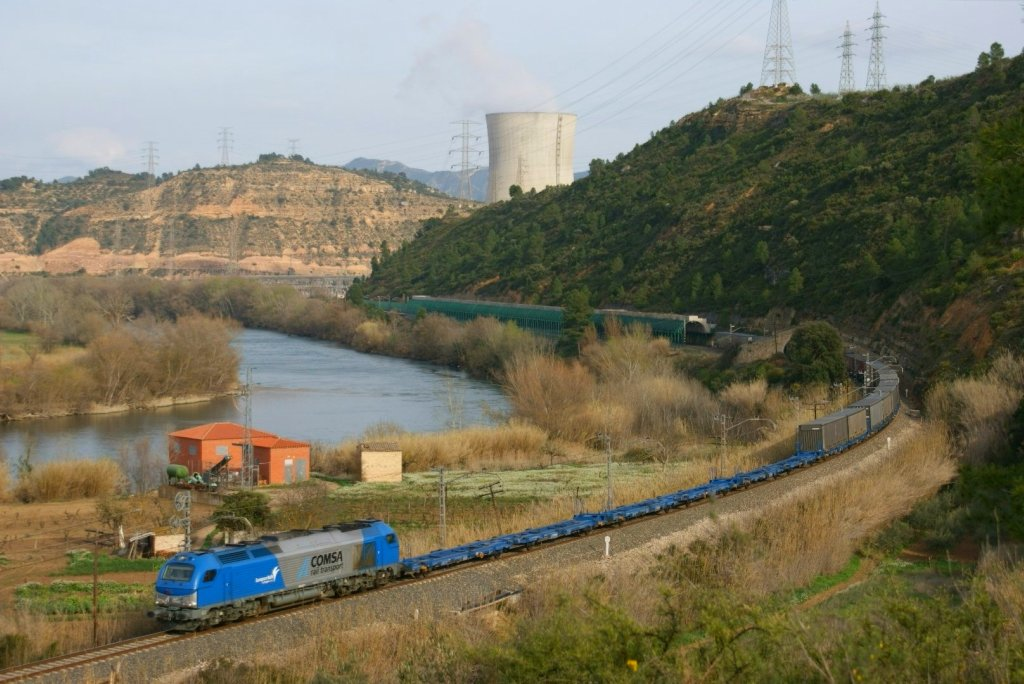
El papelero Silla-El Espartal, con la locomotora Euro 4000 COMSA 335.001, a su paso por el término municipal de Flix con la chimenea de condensación de la nuclear de Ascó de fondo y bordeando el río Ebro.

Las locomotoras 335 forman la mayor parte del parque de locomotoras de los operadores privados de España y Portugal. En 2003 se liberalizó el transporte de mercancías por ferrocarril en España, permitiendo que cualquier compañía privada opere sus propios trenes. Las nuevas compañías ferroviarias creadas tuvieron que adquirir material de tracción y se decantaron mayoritariamente por la serie 335, que al ser diésel y de gran potencia permite traccionar la mayor parte de trenes de mercancías posibles.
Entre los operadores españoles COMSA Rail Transport dispone de 3 unidades (335.001 a 335.003), Continental Rail de 4 (16, 18, 29 y 30) y Ferrovial de 2 unidades (335.031 y 335.032). Alpha Trains, empresa de leasing ferroviario, adquirió 24 unidades (numeradas de la 4 a la 28, con la excepción de la 16 y la 18), destinadas a ser alquiladas a cualquier operador ferroviario que lo solicite. La unidad 335.003 de Alpha Trains fue vendida a COMSA Rail Transport, mientras que el resto se mantienen a disposición de alquiler. Son numerosas las compañías que han alquilado locomotoras de la serie 335 a Alpha Trains: EuroCargo Rail, Activa Rail, Continental Rail, CSP Logitren, y la propia Renfe Operadora.
Además, Takargo dispone de 7 unidades, que al estar matriculadas en Portugal pertenecen a la serie 6000, siendo numeradas de la 6001 a la 6007.
A lo largo de 2017, Stadler Rail Valencia, sucesora de Vossloh como propietario de la planta de construcción de vehículos ferroviarios de Albuixech, entregó un nuevo pedido de locomotoras E4000 a la empresa de alquiler de locomotoras Alpha Trains siendo matriculadas en el parque español a continuación de las dos de ferrovial, de la 335.033 a 038. Las cuatro primeras, 033 a 036 fueron arrendadas a MEDWAY S.A.. A tal efecto recibieron la librea corporativa a base de vinilos sobre la original de Alpha Trains predominantemente en color negro y amarillo, además de nombres femeninos como Matilde, Mariana y Sara. En cambio, las dos locomotoras siguientes fueron arrendadas a la alianza hispanolusa Ibercargo, formada por la española COMSA Rail Transport y por la lusa Takargo. Éstas lucen la librea del arrendador Alpha Trains. Como diferencia más notable entre las anteriores E4000 construidas y éstas seis últimas destacan sus nuevos faros LED. Además destacan por ser las últimas E4000 construidas para todo el mundo tras haberse construido locomotoras de este modelo para países como Francia, Israel o Noruega, además de para España y Portugal sumando 98 construidas para todo el mundo además de la versión AFRO4000.

## Galería

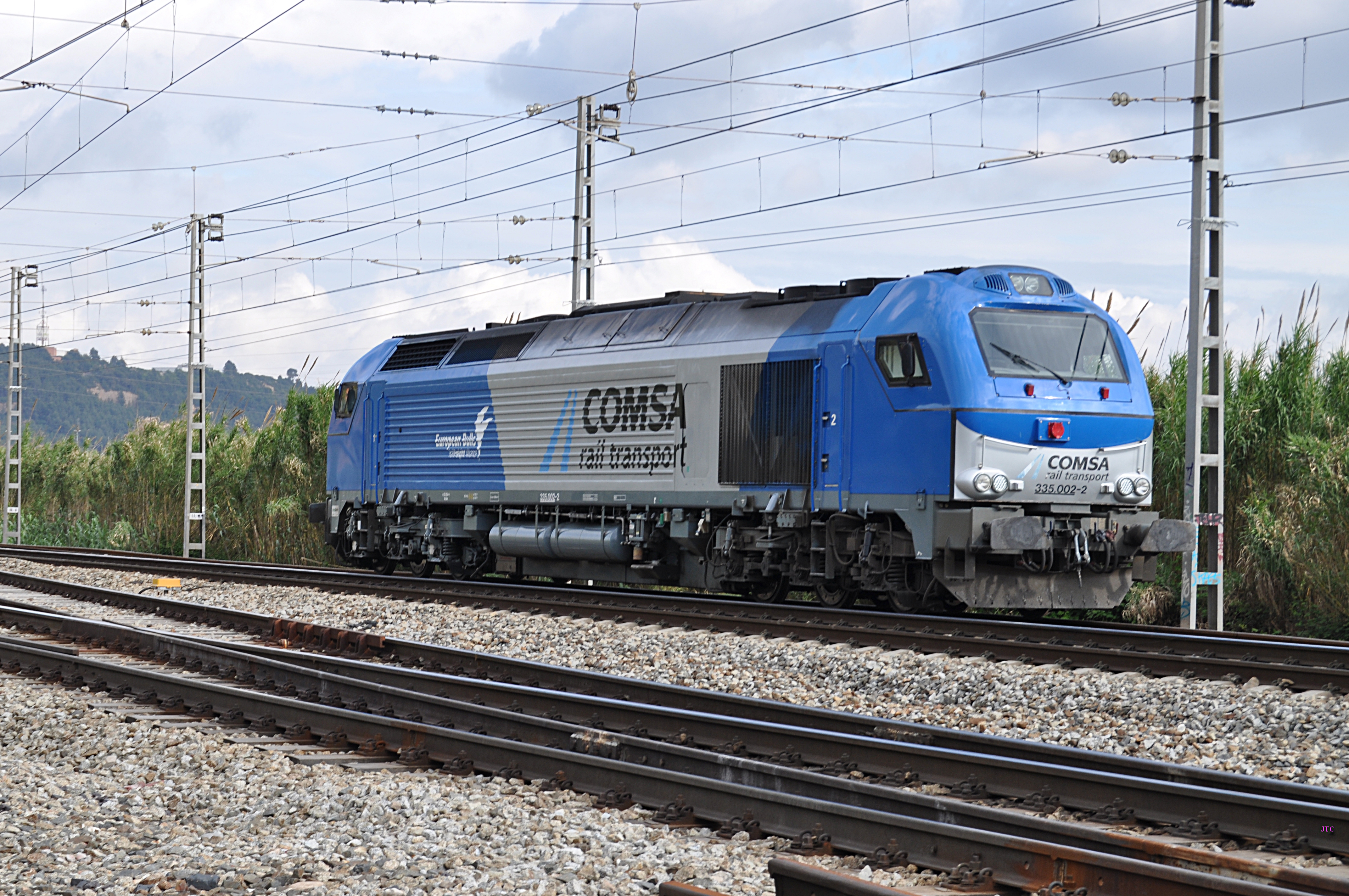
La locomotora diésel-eléctrica 335.002 de Comsa (Euro 4000 de Vossloh) en la topera de la estación de Castellbisbal.
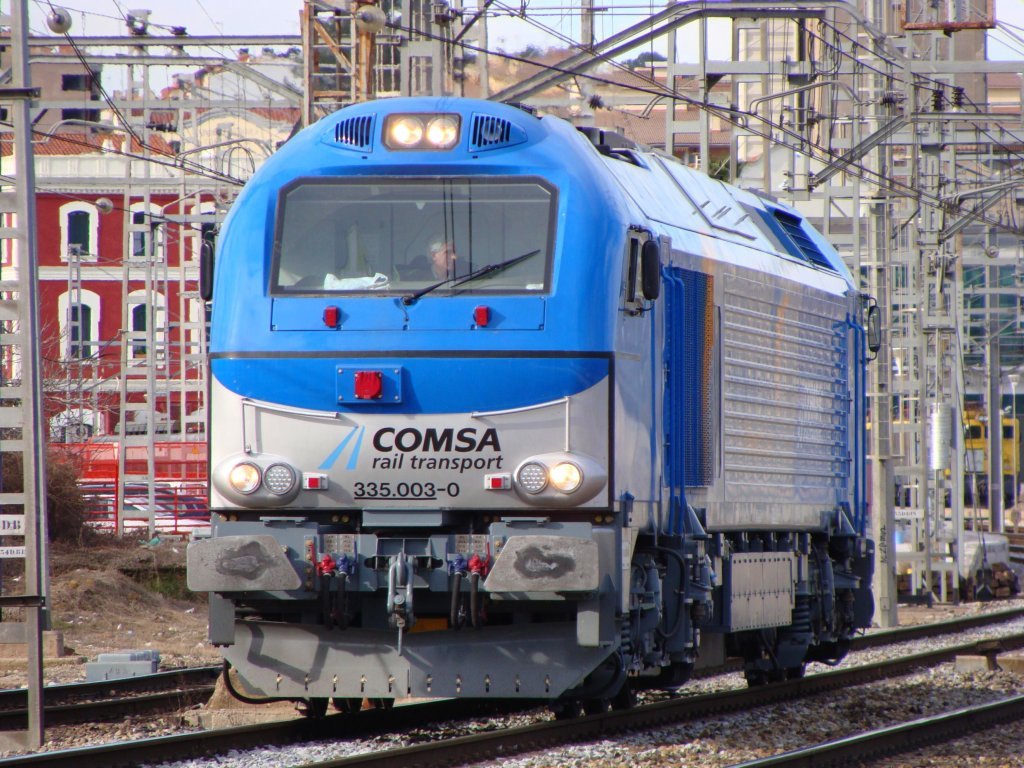
La locomotora diésel-eléctrica 335.003 de Comsa (Euro 4000 de Vossloh), parada en la salida de la estación de Martorell esperando que salga un cercanías, para retomar su marcha en dirección Castellbisbal.
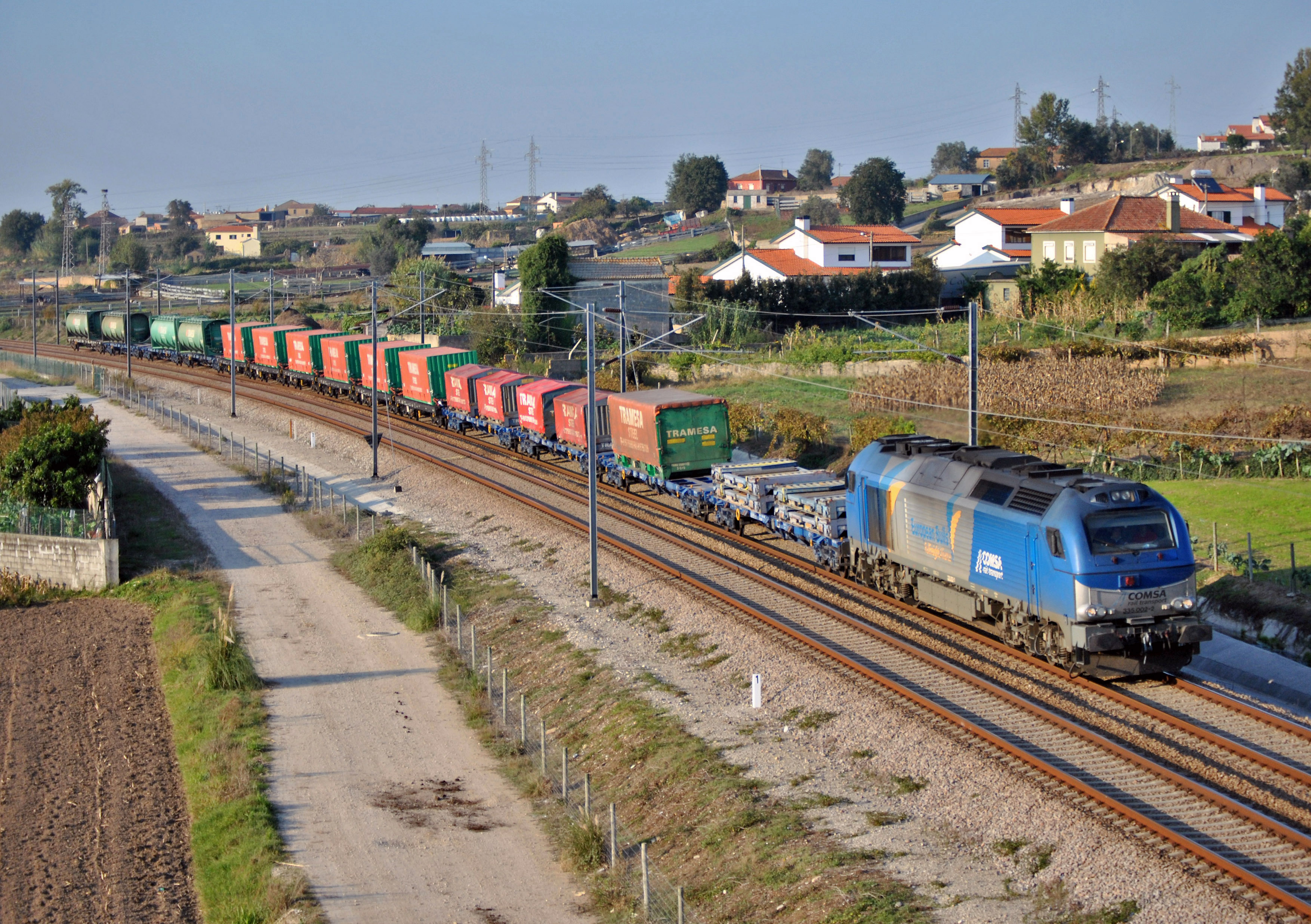
Iberian Steel Tuy > Fuentes de Oñoro.
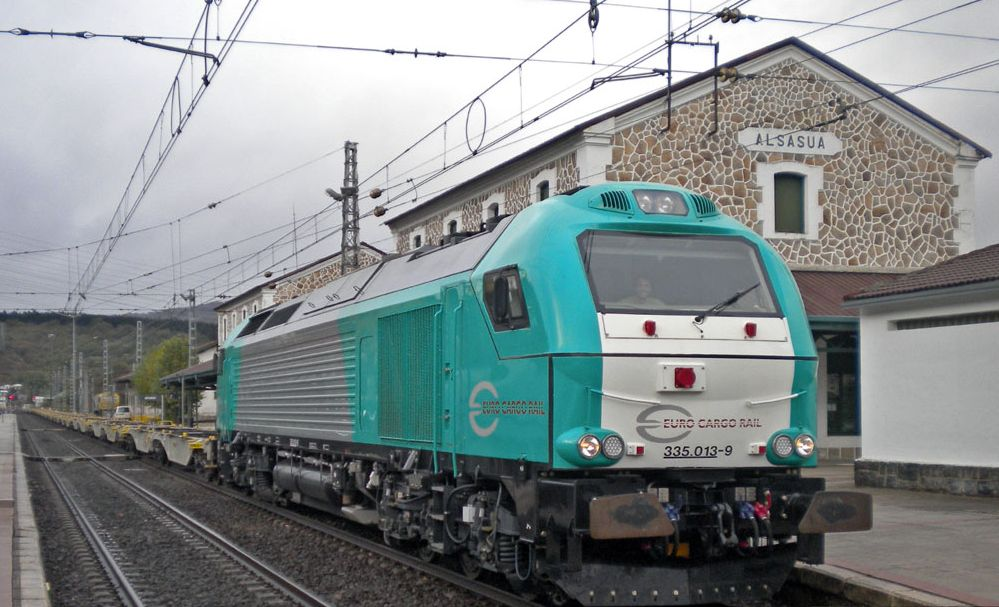
La locomotora diésel-eléctrica 335-013 (Vossloh Euro 4000) de ECR a su paso por la estación de Alsasua.
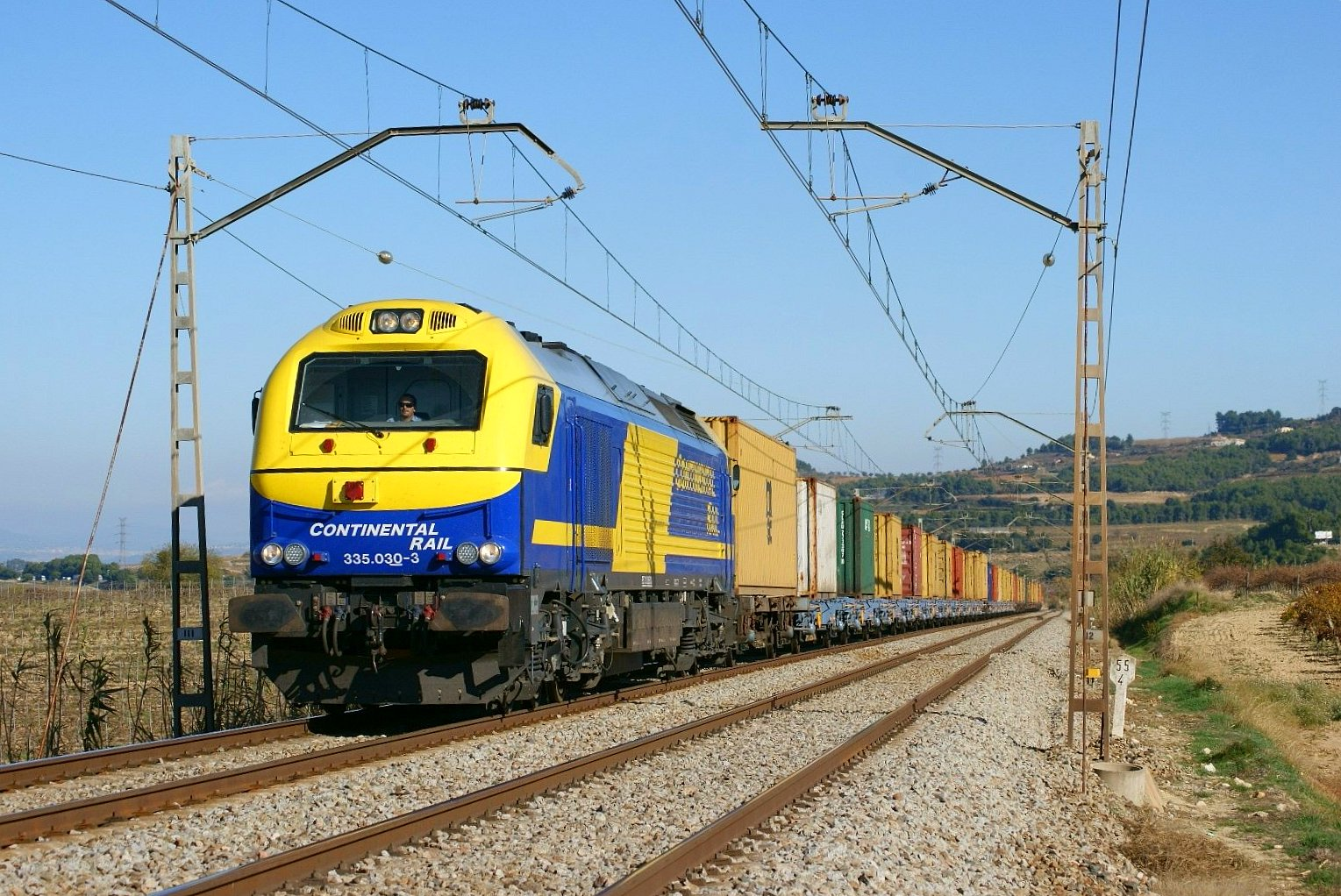
Un Teco de Continental Rail encabezado por la locomotora diésel-eléctrica 335.030 (Euro 4000) a su paso por Lavern.
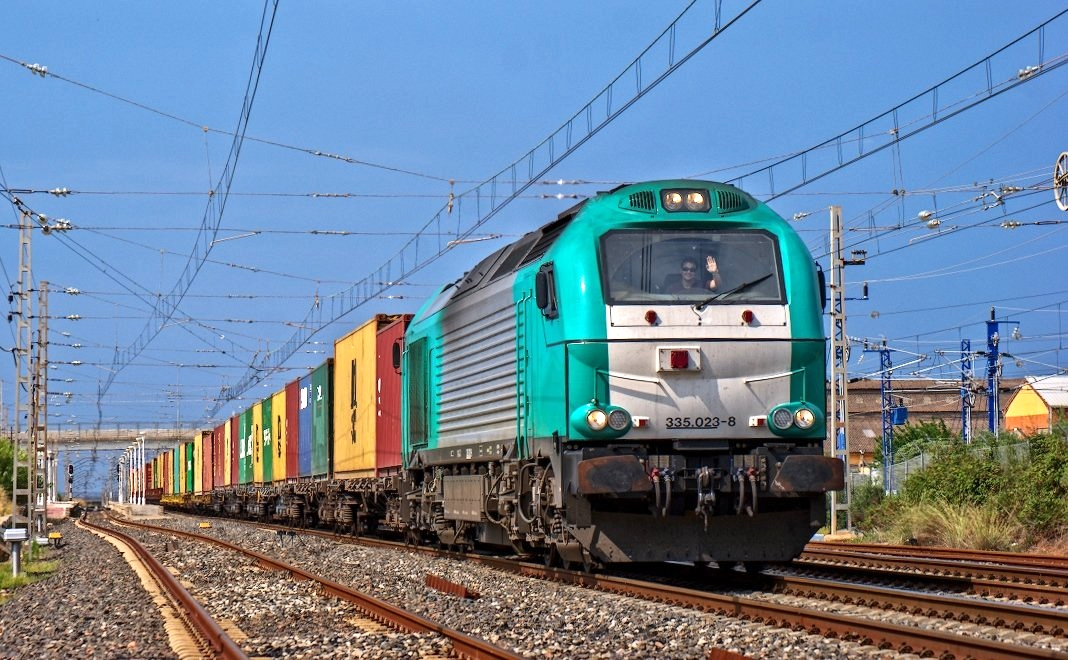
La locomotora 335.023 de Continental Rail con el Teco Bilbao -> Barcelona a su paso por la estación de Arbós

- Datos: Q6125767
- Multimedia: Class 335 locomotives / Q6125767